# Cărpinet
Cărpinet (Hongaars: Kerpenyéd) is een Roemeense gemeente in het district Bihor.
De gemeente telt 2090 inwoners (2007) en omvat behalve Cărpinet zelf nog drie andere dorpen: Călugări (Kalugyer), Izbuc (Vaskohszohodol) en Leheceni (Lehecsény).